# Pedro de Lara

Escudo de armas de la Casa de la Cerda, de la que era miembro Juan Núñez III de Lara, padre de Pedro de Lara.

Pedro de Lara (1348-Lisboa, 1384), noble castellano, conde de Mayorga y tataranieto de Alfonso X de Castilla.

## Orígenes familiares
Hijo ilegítimo de Juan Núñez de Lara, señor de Lara y Vizcaya, y de Mayor de Leguizamón, era nieto por parte paterna de Fernando de la Cerda, señor consorte de Lara y nieto de Alfonso X y de Juana Núñez de Lara "la Palomilla", señora de Lara. Por parte materna eran sus abuelos Juan, señor de Leguizamón y Elvira de Zamudio.

## Biografía
En 1381 le fue concedido el título de conde de Mayorga por el rey Juan I de Castilla, a quien acompañó en diversas expediciones militares desde el año 1381. En 1382 el rey le concedió la posesión del Monasterio de Begoña, en Vizcaya, y al año siguiente, en 1383, acompañó al rey a Badajoz cuando este último iba a contraer matrimonio con Beatriz de Portugal.
Se halló en el sitio de Lisboa en 1384, que el rey Juan I de Castilla puso sobre la capital lusitana, y en el que Pedro de Lara se distinguió y falleció como consecuencia de haber contraído la peste. A su muerte, sin descendencia, el título condal de Mayorga revirtió a la corona.

## Matrimonio
Contrajo matrimonio en el año 1384, en la ciudad de Lisboa, con Beatriz de Castro y Ponce de León, hija de Álvaro Pérez de Castro, primer Condestable de Portugal y de su esposa María Ponce de León y tataranieta de Sancho IV de Castilla. No hubo descendencia de este matrimonio.